# Станкевичи (Омская область)
Станкевичи — деревня в Называевском районе Омской области. В составе Большесафонинского сельского поселения.

## История
Основана в 1897 г. В 1928 г. посёлок Станкевич состоял из 29 хозяйств, основное население — латыши. В составе Редковского сельсовета Называевского района Омского округа Сибирского края.

## Население
| 1926 | 2002 | 2010 |
| ---- | ---- | ---- |
| 117  | ↘102 | ↘68  |